# La Vixeta
La Vixeta: revista d'humor i d'esport, va ser una publicació periòdica sortida a Reus l'any 1924.
Només se'n coneix un número, que va sortir el 12 de juliol de 1924, i se suposa únic. Va seguir la mateixa línia que La Pepeta i La Batallada, dues revistes satíriques reusenques més aviat de broma innocent i plenes de xafarderies. La Vixeta tenia un humor festiu, però les seves aspiracions eren pobres. Els articles no anaven signats, però se sap de la participació de Salvador Torrell. Al número 1 deien: "La nostra Vixeta serà bona minyona, sense ràbia agressiva, amb moltes ganes però, de fer pessigolles a les nostres xiquetes i al sexo feo". Salvador Torrell, que col·laborà en la publicació, explicava que Joaquim Santasusagna participava amb una secció, "Full d'àlbum", on escrivia tres targetes postals a altres tantes noies. La Vixeta (encara que normalment es grafia Vitxeta) és el nom de la geganta més popular dels gegants del Seguici Festiu de Reus.
La publicació tenia 8 pàgines, 32 cm., una capçalera tipogràfica, valia 15 cèntims i s'imprimia a la Tipografia Sanjuan. La publicació es conserva a la Biblioteca Central Xavier Amorós de Reus, a la Biblioteca de Catalunya i a la Biblioteca del Centre de Lectura de Reus.